# Gant-Wevelgem 1938
La Gant-Wevelgem 1938 fou la 5a edició de la cursa ciclista Gant-Wevelgem. Es va disputar el 2 de juny de 1938 sobre un recorregut de 165 km. El vencedor fou el belga Hubert Godaert, que s'imposà a l'esprint en un grup de sis ciclistes que arribà escapat a Wevelgem. Els també belgues Edmond Delathouwer i Gustave Van Cauwenberghe completaren el podi.

## Classificació final
| Cilista | Equip                          | Temps      |
| ------- | ------------------------------ | ---------- |
| 1       | Hubert Godaert (BEL)           | 4h 53' 00" |
| 2       | Edmond Delathouwer (BEL)       | + 0"       |
| 3       | Gustave Van Cauwenberghe (BEL) | + 0"       |
| 4       | Romain Vandermeersch (BEL)     | + 0"       |
| 5       | Martin Van Den Broeck (BEL)    | + 0"       |
| 6       | René van Hove (NED)            | + 0"       |
| 7       | Roger Dujardin (BEL)           | + 1' 40"   |
| 8       | Albert Van Dijck (BEL)         | + 1' 40"   |
| 9       | Maurice Van Der Elst (BEL)     | + 1' 40"   |
| 10      | Cees Heeren (NED)              | + 1' 40"   |